# 王沖
王 沖（おう ちゅう、永明10年（492年）- 光大元年11月27日（568年1月12日））は、南朝梁から陳にかけての人物。字は長深。本貫は琅邪郡臨沂県。曾祖父は王錫（字は寡光、王僧達の兄）。祖父は王僧衍。父は王茂璋。

## 経歴
南朝梁の給事黄門侍郎の王茂璋と新安穆公主（南朝梁の武帝蕭衍の妹）のあいだの子として生まれた。18歳のとき、南朝梁の秘書郎を初任とした。まもなく永嘉郡太守となった。入朝して太子舎人となったが、父が死去すると辞職して喪に服した。喪が明けると、太尉臨川王府外兵参軍・東宮領直に任じられ、太子洗馬と太子中舎人を歴任した。招遠将軍・衡陽郡内史として出向し、武威将軍・安成嗣王長史・長沙郡内史に転じた。大通2年（528年）、安成嗣王蕭機が湘州で死去すると、王沖は監湘州諸軍事をつとめた。入朝して太子庶子となった。給事黄門侍郎に転じた。大同3年（537年）、武帝の外甥として安東亭侯の爵位を受けた。明威将軍・南郡太守を経て、太子中庶子・侍中となった。監呉郡諸軍事として出向し、正式に呉郡太守となった。召還されて通直散騎常侍となり、左民尚書を兼ねた。明威将軍・軽車当陽公府長史・江夏郡太守として出向し、行郢州事をつとめた。平西邵陵王長史となり、驃騎廬陵王長史・南郡太守に転じた。
太清元年（547年）、廬陵王蕭続が死去すると、王沖は州府の事務を代行した。湘東王蕭繹が荊州に駐屯すると、その下で鎮西長史となった。侯景の乱が起こり、蕭繹が荊州で承制すると、王沖は持節・都督衡桂成合四州諸軍事・雲麾将軍・衡州刺史に任じられた。蕭繹の四男の蕭元良が湘州刺史となると、行湘州事をつとめ、長沙郡内史を兼ねた。侯景の乱が平定されると、翊左将軍・丹陽尹に任じられた。
大宝3年（552年）、武陵王蕭紀が挙兵して峡口まで東下すると、王琳の部将の陸納らが湘州に拠って蕭紀に呼応し、王沖は陸納に捕らえられた。陸納が元帝に降ると、王沖は解放されて侍中・中権将軍の位を受けた。承聖3年（554年）、江陵が西魏の侵攻により陥落し、蕭方智が太宰となると、その下で左長史となった。紹泰年間、左光禄大夫・尚書右僕射を経て、尚書左僕射に上った。太平元年（556年）、開府儀同三司の位を受けた。まもなく再び丹陽尹となり、南徐州大中正をつとめた。
永定元年（557年）、南朝陳が建国されると、左光禄大夫となった。永定2年（558年）、太子少傅に任じられた。永定3年（559年）、文帝が即位すると、特進・左光禄大夫の位を受けた。天嘉2年（561年）、また丹陽尹となった。
光大元年11月甲子（568年1月12日）、死去した。享年は76。侍中・司空の位を追贈された。諡は元簡といった。

## 子女
王沖には子が30人あった。
- 王瑒（十二男、字は子璵）
- 王瑜（十三男、字は子珪）
- 王瑱

## 伝記資料
- 『陳書』巻17 列伝第11
- 『南史』巻21 列伝第11